# پنگوئن‌های نوک‌دراز
پنگوئن‌های نوک‌دراز (نام علمی: Pygoscelis) نام یک سرده از تیره پنگوئن است.

## گونه‌ها
- پنگوئن آدلی،  Pygoscelis adeliae
- پنگوئن ریش‌خطی،  Pygoscelis antarctica
- پنگوئن جنتو،  Pygoscelis papua

## نگارخانه

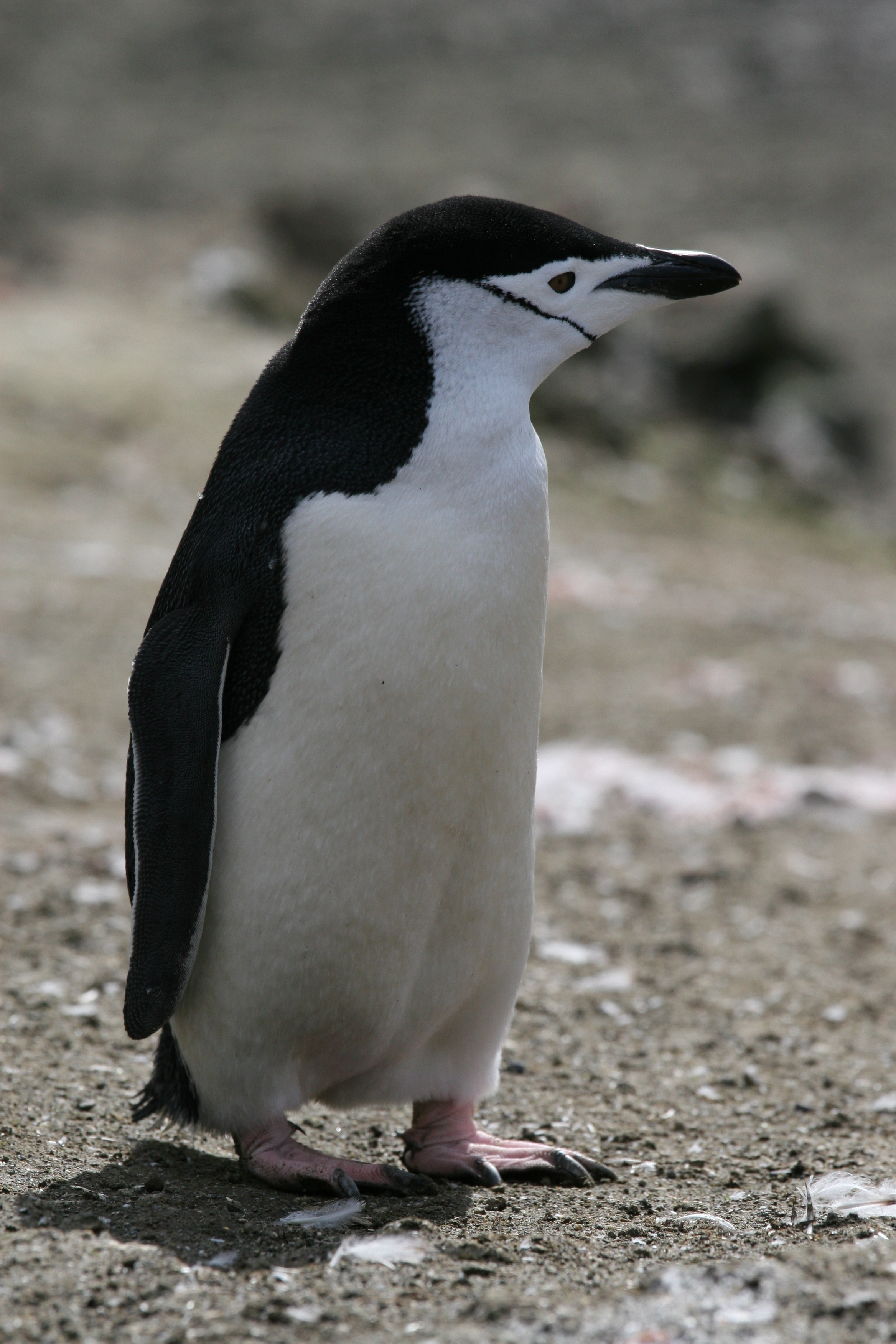
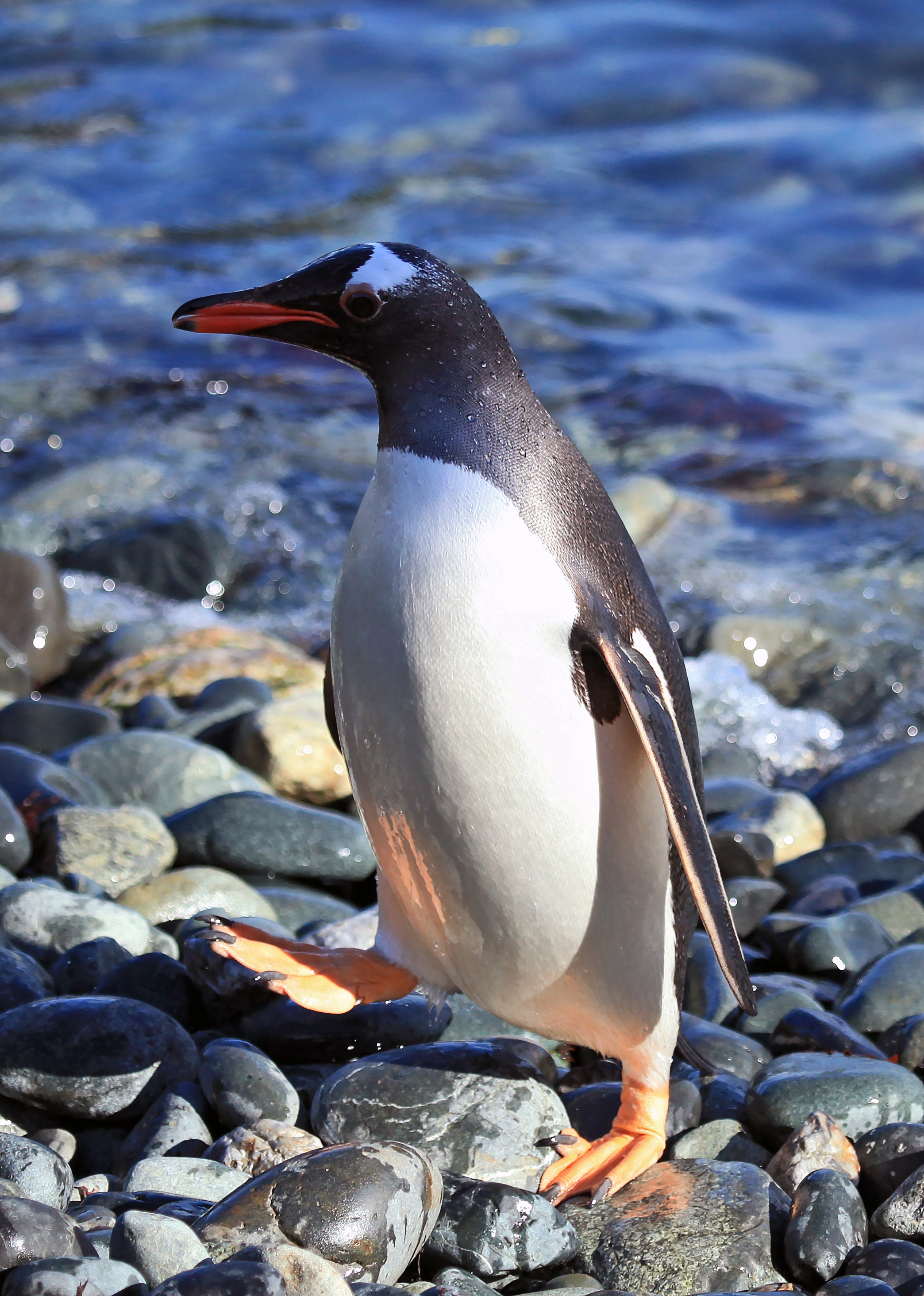
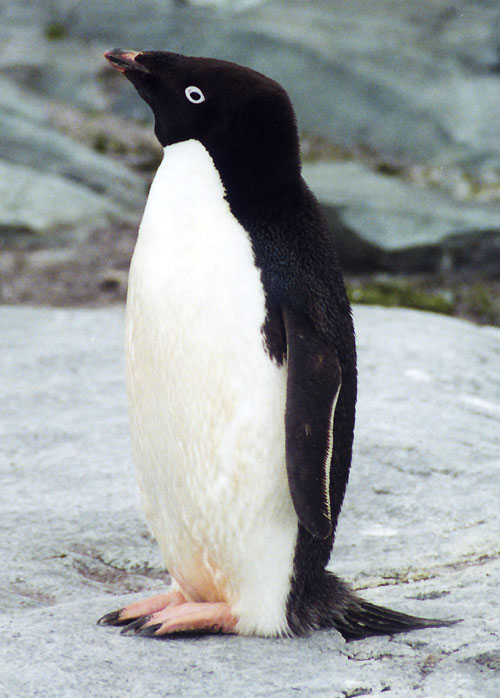